# Arturo Ledesma
Arturo Javier „Zully” Ledesma Pérez (ur. 25 maja 1988 w Guadalajarze) – meksykański piłkarz występujący na pozycji środkowego lub prawego obrońcy, od 2023 roku zawodnik UdeG.
Jego ojciec Javier Ledesma również był piłkarzem, zaś kuzyn Nomar Garciaparra bejsbolistą.

## Kariera klubowa
Ledesma pochodzi z Guadalajary i jest wychowankiem akademii juniorskiej tamtejszego klubu Chivas de Guadalajara, którego barwy w przeszłości przez wiele lat reprezentował jego ojciec Javier Ledesma, występujący na pozycji bramkarza. Do seniorskiej drużyny został włączony jako dziewiętnastolatek przez szkoleniowca José Manuela de la Torre i w meksykańskiej Primera División zadebiutował 17 lutego 2007 w wygranym 3:0 meczu z Atlante. W tym samym roku dotarł ze swoją drużyną do finału najbardziej prestiżowych rozgrywek północnoamerykańskiego kontynentu, Pucharu Mistrzów CONCACAF, zaś w styczniu 2009 zajął drugie miejsce w turnieju kwalifikacyjnym do Copa Libertadores – InterLidze, lecz pozostawał wyłącznie głębokim rezerwowym drużyny Chivas i na boiskach zarówno ligowych, jak i międzynarodowych pojawiał się jedynie sporadycznie.
Nie mogąc wywalczyć sobie miejsce w podstawowym składzie Chivas, latem 2009 Ledesma odszedł na dwuletnie wypożyczenie do drugoligowej drużyny Club Necaxa z miasta Aguascalientes, prowadzonej przez swojego byłego trenera z juniorów Chivas, Omara Arellano. Tam z kolei od razu zapewnił sobie pewną pozycję w wyjściowej jedenastce; w jesiennym sezonie Apertura 2009 wygrał z Necaxą rozgrywki drugoligowe i sukces ten powtórzył również pół roku później, w rozgrywkach Bicentenario 2010, dzięki czemu jego ekipa zdołała awansować do pierwszej ligi. Premierowego gola w najwyższej klasie rozgrywkowej strzelił 16 kwietnia 2011 w zremisowanej 1:1 konfrontacji z Atlante, lecz mimo regularnej gry w pierwszym składzie nie zdołał uchronić Necaxy od spadku do drugiej ligi po sezonie 2010/2011. W połowie 2012 udał się na kolejne wypożyczenie, tym razem do klubu CF Pachuca.
| Sezon     | Klub                  | Kraj   | Rozgrywki        | Mecze | Bramki |
| --------- | --------------------- | ------ | ---------------- | ----- | ------ |
| 2006/2007 | Chivas de Guadalajara | Meksyk | Primera División | 2     | 0      |
| 2007/2008 | Chivas de Guadalajara | Meksyk | Primera División | 7     | 0      |
| 2008/2009 | Chivas de Guadalajara | Meksyk | Primera División | 1     | 0      |
| 2009/2010 | Club Necaxa           | Meksyk | Liga de Ascenso  | 40    | 0      |
| 2010/2011 | Club Necaxa           | Meksyk | Primera División | 28    | 1      |
| 2011/2012 | Chivas de Guadalajara | Meksyk | Primera División | 10    | 0      |
| 2011/2012 | CF Pachuca            | Meksyk | Primera División | 8     | 0      |
| 2012/2013 | CF Pachuca            | Meksyk | Primera División |       |        |

## Kariera reprezentacyjna
W 2007 roku Ledesma został powołany przez szkoleniowca Jesúsa Ramíreza do reprezentacji Meksyku U-20 na Młodzieżowe Mistrzostwa Świata w Kanadzie. Tam pełnił jednak wyłącznie rolę rezerwowego i pojawił się na boisku w zaledwie jednym spotkaniu, nie wpisując się na listę strzelców. Jego kadra narodowa odpadła ostatecznie ze światowego czempionatu w ćwierćfinale.